# سفارة النمسا في المملكة المتحدة
سفارة النمسا في المملكة المتحدة هي أرفع تمثيل دبلوماسي لدولة النمسا لدى المملكة المتحدة. تقع السفارة في لندن وهي تهدف لتعزيز المصالح النمساوية في المملكة المتحدة.

## وصلات خارجية
- قائمة سفارات النمسا
- قائمة السفارات في المملكة المتحدة